# RUMI
RUMI（ルミ 本名：荒居留美）（1978年9月11日 - ）は日本のヒップホップMCである。

## 来歴
- 1978年、生まれる。
- 東京・川崎で育ち、高校時代、友人の影響でラップを始める。学校で隣のクラスだったYOSHI（後のラッパー・般若）と親交を深め、そして高校在学時の1996年にDJ BAKU、YOSHIと共にヒップホップユニット「般若」を結成する。般若結成2年後、家庭の事情などにより脱退。ラップを辞め、バンドを組み活動していた。
- 『Hell Me Tight』に参加していたトラックメイカーのasaの誘いでラップ活動を再開。その頃評価を上げ始めていたMSC、降神に共振し、新たなスタイルを完成させる。現在でもMSCとの結びつきは強い。
- 2004年、自身のレーベル「Sanagi Recordings」を立ち上げ、アルバム『HELL ME TIGHT』をリリース、ソロデビュー。
- 2005年、シングル『極楽都市/好物』を発売。
- 2007年、2ndアルバム『HELL ME WHY??』を発売。
- 2008年、DJ BAKUと結婚。同年11月9日に結婚式を上げた。
- 2009年、3rdアルバム『HELL ME NATION』を発売。
- 2010年、DJ BAKUと離婚。
- 2015年、4thアルバム『甘い魔者』を発売。

## ディスコグラフィー

### シングル
- 『極楽都市/好物』　（2005年10月27日）

### アルバム
- 『HELL ME TIGHT』　（2004年6月28日）-2006年DVD付きで再発売
  1. HELLMIX
  2. 亡霊パピー
  3. さなぎ-albummix-
  4. 巨大なわな
  5. アキメクラ
  6. triforce...feat.KEMUI,MC TETS
  7. Short Kut In The Hell
  8. サナギ -HEADROC REMIX-
  9. わるつ
  10. 神のパペット
  11. 大人と呼べ
  12. 好物
  13. Beautiful Life

- 『HELL ME WHY??』　（2007年5月12日）
  1. intro
  2. Hell Me WHY??
  3. heso-CHA
  4. Fever!
  5. 極楽都市
  6. chain
  7. あさがえり
  8. I calling I (skit)
  9. R.U.M.Iの夢は夜ひらく
  10. この世のおわり
  11. zero
  12. Cat Fight!

- 『HELL ME NATION』　（2009年11月11日）
  1. Intro
  2. ご臨終
  3. A.K.Y
  4. Hip Hop's Guidance
  5. 湯けむり風゜呂ダクション
  6. 銃口の向こう
  7. A Tiny Song for My Friend (Skit)
  8. サボテン
  9. はじまりは涙
  10. 邪悪な太陽 -THE HEAVYMANNERS REMIX-
  11. Rumination
  12. 公共職業安定所!
  13. 迷子
  14. 踊れ列島

- 『甘い魔者』　（2015年04月18日）
  1. intro from Studio Sanagi
  2. 夢をみさせて
  3. 陰と謡
  4. やたらセンチメンタルなジャーニー
  5. Why did you leave me??(なんで禁止)
  6. 生きてる心地
  7. I miss you
  8. cheezmelt
  9. OH!NO!My Friend!!!
  10. 意識
  11. METAMORPHOSE
  12. 甘い沼
  13. NEW TYPE DUB feat.YARMA,Fortune D
  14. 夜明けを待たずに
  15. たまねぎ

### その他
- V.A「HOME BREWERS vol.2」（2003年12月25日）
  - 巨大なわな
- DJ BAKU feat.PRIMAL・RUMI「畜殺」
- KAN（MSC）「導～みちしるべ～」（2005年1月26日）
  - 破壊と再生
- DJ刃頭MIX CD（2005年8月5日）
  - 巨大なわな
- CANDLE「街角ジゴロ」（2007年3月）
  - feat.RUMI＆DJ KEN-ONE「バケ猫!!」
- V.A「KAIKOO PLANET」（2008年4月5日）
  - 5. Shang Teng／SKYFISH feat.RUMI+鎮座DOPENESS
- It Lives!/ Crazy.T feat. RUMI （2009年12月16日）
- O2「神田リバサイ feat. RUMI MEGA-G」(2009年11月4日)